# William Bolton (cầu thủ bóng đá)
William Bolton là một cầu thủ bóng đá người Anh thi đấu ở vị trí tiền vệ chạy cánh. He played one match ở Football League cho Burnley. Ông ra mắt cho Burnley trong chiến thắng 2–1 trước Newcastle United ngày 14 tháng 4 năm 1915.